# باقي زكي يوسف
اللواء باقي زكي يوسف (23 يوليو 1931 – 23 يونيو 2018)، رئيس فرع المركبات بالجيش الثالث الميداني أثناء حرب أكتوبر، وصاحب فكرة استخدام ضغط المياه لأحداث ثغرات في الساتر الترابي المعروف بخط برليف في سبتمبر عام 1969 والتي تم تنفيذها في حرب أكتوبر عام 1973، كما أيضاً تم تسجيل الفكرة باسمه لحفظ حقوقه المعنوية.

## حياته
تخرج سنة 1954 من كلية الهندسة - قسم ميكانيكا من جامعة عين شمس. انتُدب للعمل في مشروع السد العالي في شهر مايو عام 1964، ثم عين رئيساً لفرع المركبات برتبة مقدم في الفرقة 19 مشاة الميكانيكية، وفي هذه الفترة شاهد عن قرب عملية تجريف عدة جبال من الأتربة والرمال في داخل مشروع السد العالي بمحافظة أسوان والتي كانت هذه هي بذرة فكرة أحداث ثغرات في الساتر الترابي المواجه لخط برليف، كما عمل أيضاً ضابطاً مهندساً في القوات المسلحة خلال الفترة من عام 1954 وحتى 1 يوليو 1984، قضى منها خمس سنوات برتبة لواء.

## جوائز وتكريمات
حصل على نوط الجمهورية العسكري من الدرجة الأولى من الرئيس أنور السادات في فبراير عام 1974 عن أعمال قتال استثنائية تدل على التضحية والشجاعة الفائقة في مواجهة العدو بميدان القتال في حرب أكتوبر 1973، كما حصل على وسام الجمهورية من الطبقة الثانية من الرئيس محمد حسني مبارك عام 1984 بمناسبة إحالته إلى التقاعد من القوات المسلحة.

## وفاته
توفي باقي زكي يوسف في 23 يونيو 2018، عن عمر يناهز 87 عاماً.